# Općina Plasnica
Općina Plasnica (makedonski: Општина Пласница) je jedna od 
80 općina Sjeverne Makedonije koja se prostire na zapadu Sjeverne Makedonije. 
Upravno sjedište ove općine je selo Plasnica, s 2 288 stanovnika što je gotovo 50%
svog stanovništva općine.

## Zemljopisne osobine
Općina Plasnica prostire se najvećim dijelom uz srednji tok rijeke Treske. 
Općina Plasnica graniči s općinom Općinom Makedonski Brod na sjeveru, s općinom Općinom Kruševo na istoku, s Općinom Kičevo na jugu i zapadu.
Ukupna površina Općine Plasnica  je 54,44 km².

## Stanovništvo
Općina Plasnica  ima 3 249 stanovnika. Po popisu stanovnika iz 2002.  
nacionalni sastav stanovnika u općini bio je sljedeći; .

## Naselja u Općini Plasnica
Ukupni broj naselja u općini je 4, i sva 4 su sela.

## Pogledajte i ovo
- Turkizacija
- Sjeverna Makedonija
- Općine Sjeverne Makedonije

## Vanjske poveznice
- Općina Plasnica na stranicama Discover Macedonia